# جيوفري هويل
جيوفري هويل (بالإنجليزية: Geoffrey Hoyle)‏ هو كاتب خيال علمي بريطاني، ولد في 1942.